# Bernard Schottlander
Bernard Schottlander (Mainz, 1924 – Oxfordshire, 1999) was een Engelse industrieel ontwerper en beeldhouwer.

## Leven en werk
Schottlander werd in 1924 geboren in Mainz. Hij kwam in 1939, voor het uitbreken van de Tweede Wereldoorlog, als Joodse vluchteling naar Leeds. He was werkzaam als lasser en metaalbewerker en bezocht een avondopleiding beeldhouwen aan de Leeds School of Art. Van 1949 tot 1951 studeerde hij industrieel ontwerp aan de Central School of Arts and Crafts. Vanaf 1965 doceerde hij aan Central Saint Martins in Londen.
Schottlander werd een fulltime beeldhouwer in 1963 en had zijn eerste solotentoonstelling in 1966 bij de Hamilton Galleries. Hij woonde en werkte in Oxfordshire.

Sculpture is the art of silence, of objects that must speak for themselves

## Werken (selectie)
- Toronto: November Pyramid (1967) in het High Park
- Warwick: 3B Series I (1968) bij het Rooten Building, Universiteit van Warwick[2]
- Milton Keynes: 3B Series No.2, 3B Series No.6 en 2MS Series No.4 (1968-70), Public Gardens[3]
- Londen: South of the River (1976), Becket House, beeldenroute South Bank Sculpture Stroll
- Tübingen: Pyramide (BS-76) (1976), Konrad-Adenauerstraße

## Fotogalerij

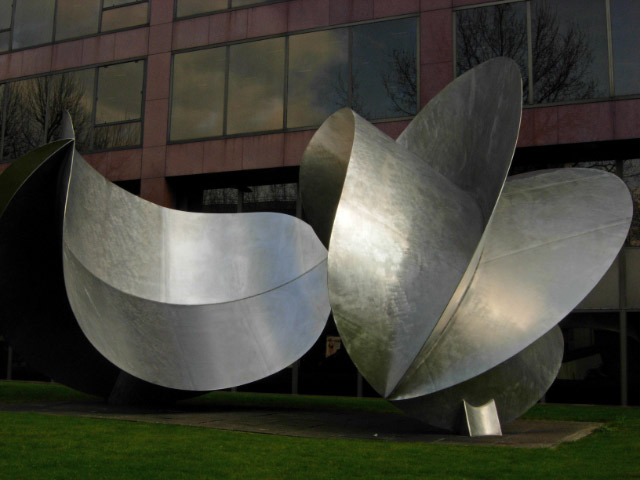
South of the River in Londen
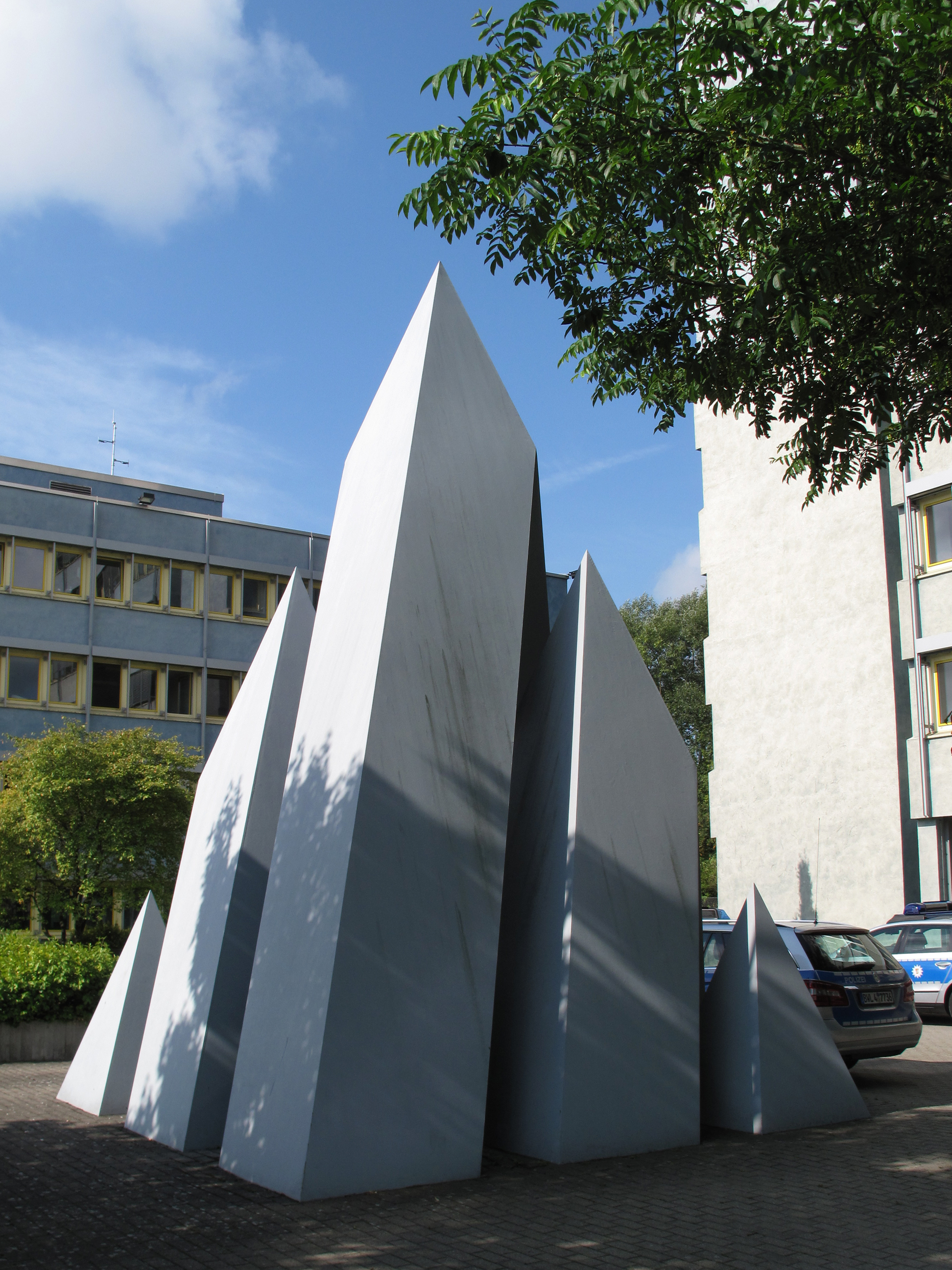
Pyramide (BS-76) in Tübingen

## Publicatie
- Indoors and Outdoors (No. 56): The Sculpture and Design of Bernard Schottlander. The Henry Moore Foundation, Leeds 2007